# ソディク・ファタイ
ソディク・オラミレカン・ファタイ（Sodiq Olamilekan Fatai 、1996年6月4日 - ）は、ナイジェリア・ラゴス出身のプロサッカー選手。アカデミカ・コインブラ所属。ポジションは、ミッドフィールダー（右ウイング）。

## クラブ歴
2016年2月7日、セグンダ・リーガのファマリカン戦でプロデビューを果たした。